# Boryszowe
Boryszowe (Borissowe) – polski herb szlachecki
- Opis herbu:

W polu czerwonym dwa skrzyżowane ukośnie noże rękojeściami w dół. Nad hełmem korona.
- Najwcześniejsze wzmianki:

Jeden ze starszych herbów polskich.
- Herbowni:
- Źródła:
  - Juliusz Karol Ostrowski Księga herbowa rodów polskich